# Joffrine Donnadieu
Pour les articles homonymes, voir Donnadieu.
Joffrine Donnadieu (née en janvier 1990) est une écrivaine française. 

## Biographie
Après avoir grandi en partie à Toul, Joffrine Donnadieu rejoint Paris à 17 ans pour suivre le Cours Florent. Donnadieu est un pseudonyme choisi en référence à Marguerite Duras dont c'est le nom de naissance.
En 2019 sort son premier roman, Histoire de France, édité par Gallimard dans la collection blanche. Le roman narre l'histoire de Romy, neuf ans, que l'on retrouve dans le deuxième roman de l'écrivaine, Chienne et louve, sorti en 2022.

## Publications
- Une histoire de France, Gallimard, 2019, 266 p. (ISBN 978-2-07-284692-2)
- Chienne et Louve, Gallimard, 2022, 340 p. (ISBN 978-2-07-298783-0)

## Distinctions
- 2019 : Feuille d'or de la ville de Nancy[4]
- 2022 : Prix de Flore[5]